# Baza
Baza è un comune spagnolo di 21 808 abitanti situato nella comunità autonoma dell'Andalusia.
Tra Benamaurel e Baza i fiumi Fardes e Guardal confluiscono per formare il fiume Guadiana Menor.